# Arvind Bhat

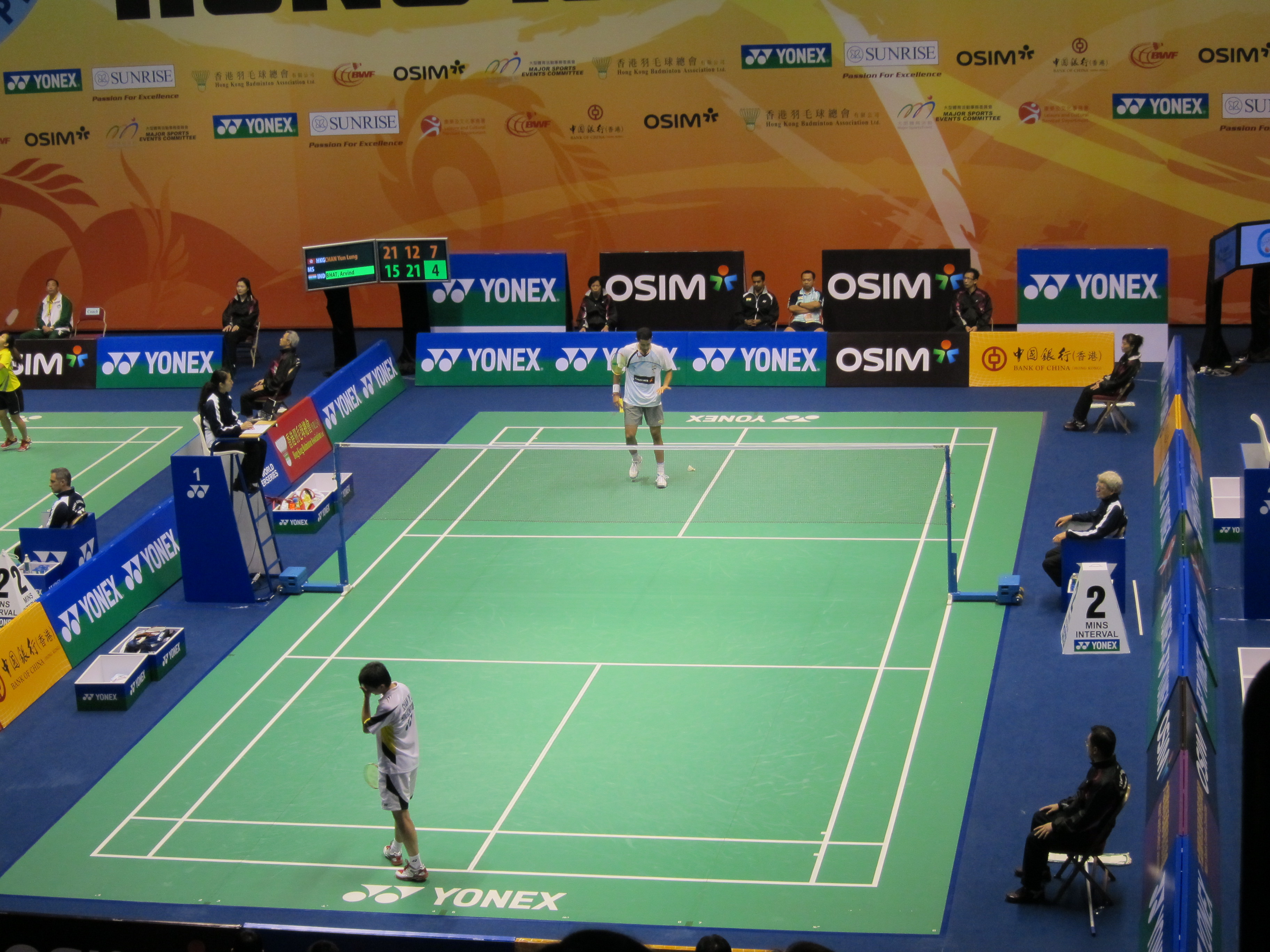
Arvind Bhat (oben) und Chan Yun Lung bei den Hongkong Open 2011.

Arvind Bhat (* 7. Juni 1979 in Mercara/Coorg) ist ein indischer Badmintonspieler.

## Karriere
Arvind Bhat gewann 2004 die Scottish Open gefolgt von einem Sieg bei den Czech International 2007. 2008 gewann er den nationalen indischen Titel im Herreneinzel. In der gleichen Saison wurde er als Legionär deutscher Mannschaftsmeister mit dem 1. BC Bischmisheim.

## Sportliche Erfolge
| Saison    | Veranstaltung            | Disziplin    | Platz | Name               |
| --------- | ------------------------ | ------------ | ----- | ------------------ |
| 2002      | Bangladesh International | Herreneinzel | 1     | Arvind Bhat        |
| 2004      | Scottish Open            | Herreneinzel | 1     | Arvind Bhat        |
| 2007      | Syria International      | Herreneinzel | 1     | Arvind Bhat        |
| 2007      | Jordan International     | Herreneinzel | 1     | Arvind Bhat        |
| 2007      | Czech International      | Herreneinzel | 1     | Arvind Bhat        |
| 2008      | Indische Meisterschaft   | Herreneinzel | 1     | Arvind Bhat        |
| 2008      | Bitburger Open           | Herreneinzel | 2     | Arvind Bhat        |
| 2008/2009 | Bundesliga               | Mannschaft   | 1     | 1. BC Bischmisheim |
| 2009/2010 | Bundesliga               | Mannschaft   | 3     | SG EBT Berlin      |
| 2014      | German Open              | Herreneinzel | 1     | Arvind Bhat        |